# Hefersweiler
Hefersweiler ist eine Ortsgemeinde im Landkreis Kusel in Rheinland-Pfalz. Sie gehört der Verbandsgemeinde Lauterecken-Wolfstein an.

## Geographie
Hefersweiler liegt am Odenbach im Nordpfälzer Bergland. Es besteht aus den Ortsteilen Hefersweiler und Berzweiler. Zu Hefersweiler gehört auch der Wohnplatz Ahlbornerhof.
Nachbarorte sind Reipoltskirchen im Norden, Niederkirchen im Süden, Wolfstein im Westen und Rathskirchen im Osten.

## Geschichte
Der Ort wurde im Jahr 1223 erstmals urkundlich erwähnt. Er gehörte im 18. Jahrhundert zu Pfalz-Zweibrücken, ehe er 1779 durch einen Gebietstausch an die Kurpfalz gelangte und in die Herrschaft Reipoltskirchen eingegliedert wurde.
Während des Ersten Koalitionskrieges wurde Hefersweiler 1793 französisch besetzt. Nach dem Wiener Kongress gehörte es ab 1816 zum Königreich Bayern. Die heutige Gemeinde entstand am 7. Juni 1969 durch Zusammenschluss der Gemeinden Berzweiler und Hefersweiler.

## Politik

### Bürgermeister
Jens Armbrust wurde 2024 Ortsbürgermeister von Hefersweiler.
Sein Vorgänger Bernd Degen wurde bei der Direktwahl am 26. Mai 2019 mit einem Stimmenanteil von 67,39 % in seinem Amt bestätigt.

## Wirtschaft und Infrastruktur
In Hefersweiler gibt es einen Kindergarten im ehemaligen Schulhaus und den Fußballverein SV Hefersweiler 1952, dessen Sportheim und Sportplatz sich direkt neben dem Kindergarten an zentraler Stelle am Dorfplatz zwischen den beiden Ortsteilen Hefersweiler und Berzweiler befindet.

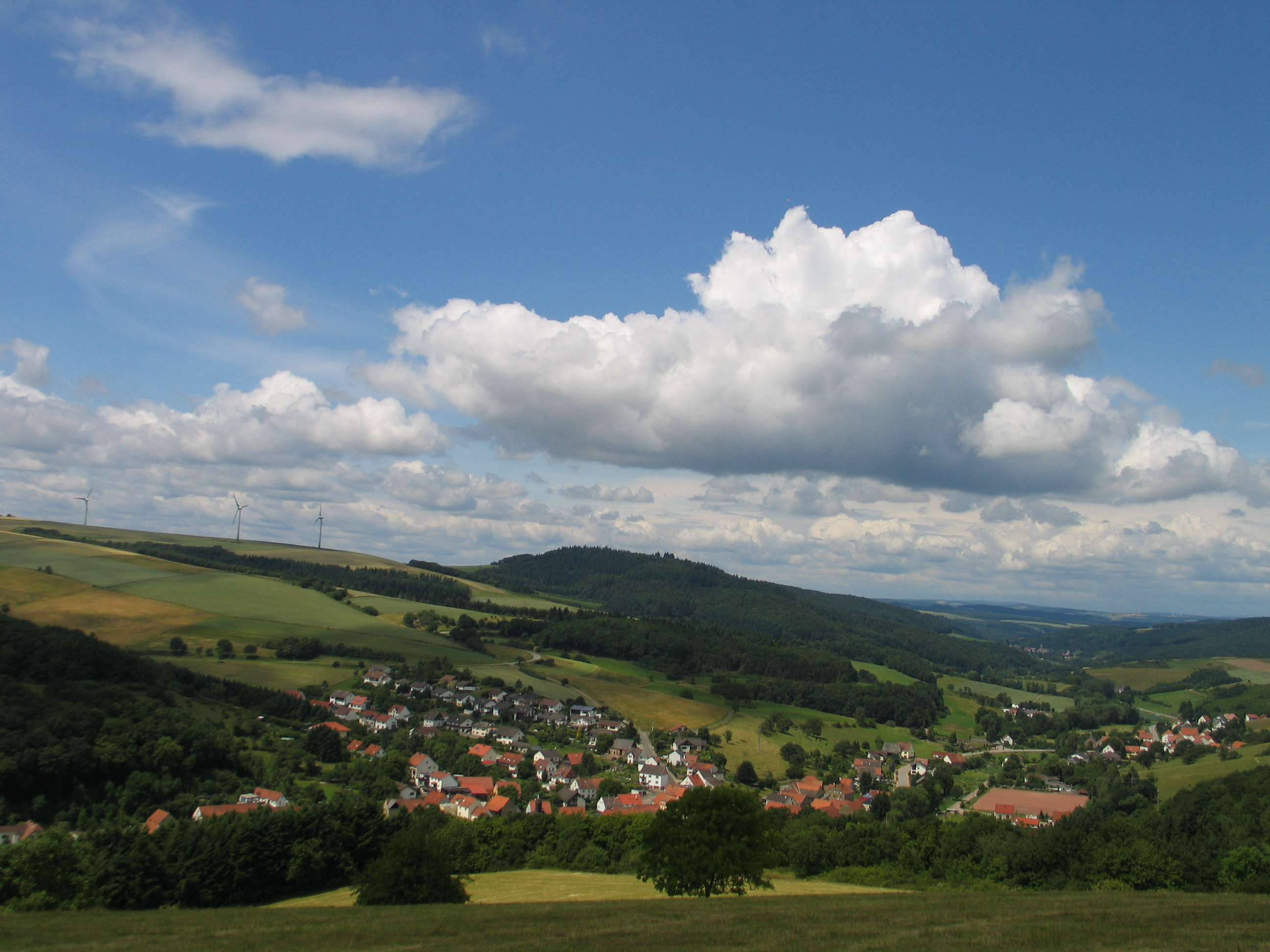
Hefersweiler
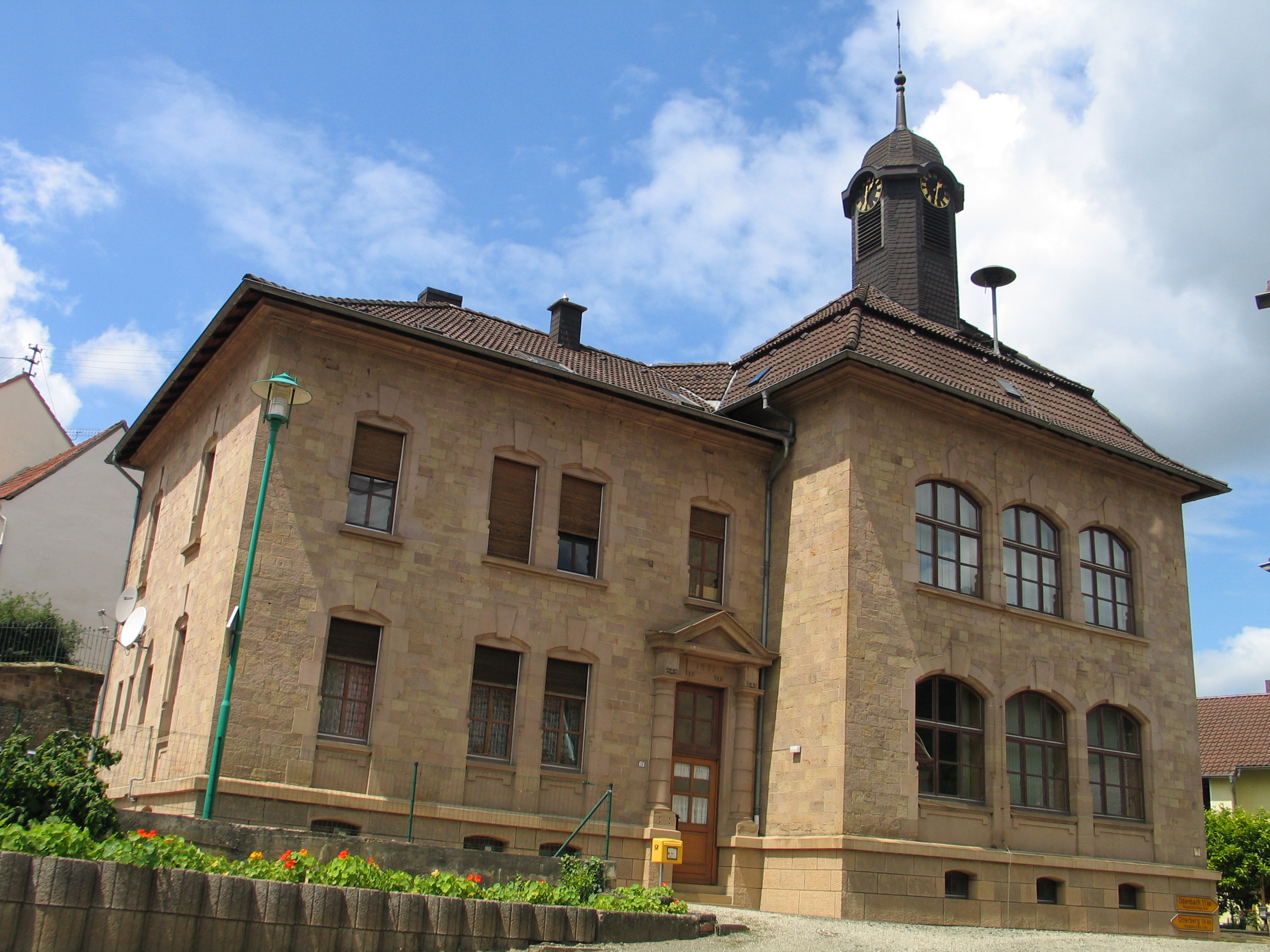
Altes Schulhaus